# A Ferencvárosi TC 1907–1908-as szezonja
A Ferencvárosi TC 1907–1908-as szezonja szócikk a Ferencvárosi TC első számú férfi labdarúgócsapatának egy szezonjáról szól, mely összességében és sorozatban is a 7. idénye volt a csapatnak a magyar első osztályban. A klub fennállásának ekkor volt a 9. évfordulója.

## Mérkőzések
| Színmagyarázat | Színmagyarázat |
| -------------- | -------------- |
|                | Győzelem.      |
|                | Döntetlen.     |
|                | Vereség.       |

### Bajnokság (I. osztály) 1907–08

#### Őszi fordulók
| 1907. szeptember 15. |

| Ferencváros              | 10 – 4      | Fővárosi TC |
| ------------------------ | ----------- | ----------- |
| Weisz Schlosser Braun II | Jegyzőkönyv |             |

| Budapest |

| 1907. szeptember 22. |

| MTK | 4 – 2       | Ferencváros |
| --- | ----------- | ----------- |
|     | Jegyzőkönyv | Schlosser   |

| Millenáris, Budapest |

| 1907. szeptember 29. |

| Újpest | 0 – 6       | Ferencváros                |
| ------ | ----------- | -------------------------- |
|        | Jegyzőkönyv | Schlosser Koródy ög' Weisz |

| Budapest |

| 1907. október 13. |

| Typographia SC | 1 – 9       | Ferencváros                    |
| -------------- | ----------- | ------------------------------ |
|                | Jegyzőkönyv | Schlosser Gorszky Koródy Weisz |

| Millenáris, Budapest |

| 1907. október 20. |

| Magyar AC | 7 – 1       | Ferencváros |
| --------- | ----------- | ----------- |
|           | Jegyzőkönyv | Braun II    |

| Budapest |

| 1907. november 1. |

| Budapesti TC | 2 – 2       | Ferencváros     |
| ------------ | ----------- | --------------- |
|              | Jegyzőkönyv | Braun II Iványi |

| Millenáris, Budapest |

| 1907. november 10. |

| Ferencváros        | 2 – 2       | Törekvés SE |
| ------------------ | ----------- | ----------- |
| Schlosser Szeitler | Jegyzőkönyv |             |

| Budapest |

| 1907. november 17. |

| Budapesti AK | 1 – 4       | Ferencváros               |
| ------------ | ----------- | ------------------------- |
|              | Jegyzőkönyv | Koródy Szeitler Schlosser |

| Budapest |

#### Tavaszi fordulók
| 1908. február 16. |

| Ferencváros            | 4 – 2       | Magyar AC |
| ---------------------- | ----------- | --------- |
| Koródy Weisz Schlosser | Jegyzőkönyv |           |

| Millenáris, Budapest |

| 1908. február 23. |

| Ferencváros    | 3 – 3       | MTK |
| -------------- | ----------- | --- |
| Weisz Szeitler | Jegyzőkönyv |     |

| Millenáris, Budapest |

| 1908. március 1. |

| Törekvés SE | 0 – 6       | Ferencváros     |
| ----------- | ----------- | --------------- |
|             | Jegyzőkönyv | Schlosser Weisz |

| Budapest |

| 1908. március 25. |

| Fővárosi TC | 1 – 7       | Ferencváros               |
| ----------- | ----------- | ------------------------- |
|             | Jegyzőkönyv | Szeitler Koródy Schlosser |

| Budapest |

| 1908. március 29. |

| Ferencváros     | 3 – 0       | Budapesti AK |
| --------------- | ----------- | ------------ |
| Schlosser Rónay | Jegyzőkönyv |              |

| Budapest |

| 1908. május 10. |

| Ferencváros | 2 – 0       | Újpest |
| ----------- | ----------- | ------ |
| Weisz Bródy | Jegyzőkönyv |        |

| Budapest |

| 1908. május 17. |

| Ferencváros | 1 – 0       | Budapesti TC |
| ----------- | ----------- | ------------ |
| Weisz       | Jegyzőkönyv |              |

| Millenáris, Budapest |

#### A végeredmény
| # | Csapat          | J  | Gy | D | V  | Rg | Kg | Gk  | P  | Megjegyzés |
| - | --------------- | -- | -- | - | -- | -- | -- | --- | -- | ---------- |
| 1 | MTK             | 16 | 12 | 4 | -  | 45 | 15 | +30 | 28 | Bajnok     |
| 2 | Ferencvárosi TC | 16 | 11 | 3 | 2  | 62 | 27 | +35 | 25 |            |
| 3 | Magyar AC       | 16 | 11 | 2 | 3  | 83 | 20 | +63 | 24 |            |
| 4 | Újpesti TE      | 16 | 8  | 2 | 6  | 20 | 27 | -7  | 18 |            |
| 5 | Bp. Törekvés SE | 16 | 6  | 2 | 8  | 25 | 47 | -22 | 14 |            |
| 6 | Budapesti TC    | 16 | 5  | 3 | 8  | 48 | 27 | +21 | 13 |            |
| 7 | Fővárosi TC     | 16 | 4  | 2 | 10 | 26 | 48 | -22 | 10 |            |
| 8 | Budapesti AK    | 16 | 4  | 2 | 10 | 24 | 51 | -27 | 10 |            |
| 9 | Typographia SC  | 16 | 1  | - | 15 | 11 | 82 | -71 | 2  |            |

### Egyéb mérkőzések
| 1907. szeptember 1. |

| Ferencváros             | 3 – 0       | Rapid Wien |
| ----------------------- | ----------- | ---------- |
| Schlosser Weisz Gorszky | Jegyzőkönyv |            |

| Millenáris, Budapest |

| 1907. szeptember 8. |

| Ferencváros | 1 – 4       | Germania Wien |
| ----------- | ----------- | ------------- |
| Koródy      | Jegyzőkönyv |               |

| Millenáris, Budapest |

| 1907. október 6. |

| FTC, BTC vegyes          | 5 – 1       | Szilézia |
| ------------------------ | ----------- | -------- |
| Leviczky Molnár II Bródy | Jegyzőkönyv |          |

| Millenáris, Budapest |

| 1907. november 24. |

| DFC Prag | 3 – 0       | Ferencváros |
| -------- | ----------- | ----------- |
|          | Jegyzőkönyv |             |

| Prága |

| 1907. december 1. |

| Budapesti AK | 1 – 1       | Ferencváros |
| ------------ | ----------- | ----------- |
|              | Jegyzőkönyv | Gorszky     |

| Budapest |

- A találkozót megismételték.

| 1907. december 8. |

| Budapesti AK | 1 – 2       | Ferencváros     |
| ------------ | ----------- | --------------- |
|              | Jegyzőkönyv | Weisz Schlosser |

| Budapest |

| 1907. december 15. |

| Budapesti TC | 3 – 2       | Ferencváros  |
| ------------ | ----------- | ------------ |
|              | Jegyzőkönyv | Koródy Weisz |

| Millenáris, Budapest |

| 1908. március 8. |

| Ferencváros            | 8 – 1       | Germania Wien |
| ---------------------- | ----------- | ------------- |
| Schlosser Weisz Koródy | Jegyzőkönyv |               |

| Millenáris, Budapest |

| 1908. március 22. |

| Magyar AC | 3 – 4       | Ferencváros     |
| --------- | ----------- | --------------- |
|           | Jegyzőkönyv | Schlosser Weisz |

| Budapest |

| 1908. április 11. |

| Ferencváros | 4 – 0       | Sparta Praha |
| ----------- | ----------- | ------------ |
| Weisz       | Jegyzőkönyv |              |

| Millenáris, Budapest |

| 1908. április 19. |

| Ferencváros     | 2 – 0       | Magyar AC |
| --------------- | ----------- | --------- |
| Schlosser Rónay | Jegyzőkönyv |           |

| Millenáris, Budapest |

| 1908. április 20. |

| Ferencváros                       | 6 – 0       | MTK |
| --------------------------------- | ----------- | --- |
| Weisz Koródy Schlosser Weinber II | Jegyzőkönyv |     |

| Millenáris, Budapest |

| 1908. április 25. |

| FTC, MTK, MAC vegyes | 0 – 1       | New Pirates |
| -------------------- | ----------- | ----------- |
|                      | Jegyzőkönyv |             |

| Millenáris, Budapest |

| 1908. május 2. |

| FTC, MTK, BTC vegyes | 3 – 1       | Grazer AK |
| -------------------- | ----------- | --------- |
| Károly Szántó ög'    | Jegyzőkönyv |           |

| Millenáris, Budapest |

| 1908. május 7. |

| Magyar AC | 2 – 4       | Ferencváros      |
| --------- | ----------- | ---------------- |
|           | Jegyzőkönyv | Schlosser Koródy |

| Budapest |

| 1908. május 24. |

| Ferencváros | 0 – 7       | Manchester United |
| ----------- | ----------- | ----------------- |
|             | Jegyzőkönyv |                   |

| Millenáris, Budapest |

| 1908. május 30. |

| Rapid Wien | 2 – 4       | Ferencváros |
| ---------- | ----------- | ----------- |
|            | Jegyzőkönyv | Schlosser   |

| Bécs |

| 1908. június 7. |

| Ferencváros         | 5 – 0       | Nemzeti SC |
| ------------------- | ----------- | ---------- |
| Schlosser Weisz ög' | Jegyzőkönyv |            |

| Budapest |

| 1908. június 18. |

| Ferencváros                  | 7 – 2       | Budapesti AK |
| ---------------------------- | ----------- | ------------ |
| Weisz Schlosser Rónay Koródy | Jegyzőkönyv |              |

| Budapest |

## Külső hivatkozások
- A csapat hivatalos honlapja (magyarul)
- Az 1907–1908-as szezon menetrendje a tempofradi.hu-n (magyarul)